# Ethics & International Affairs
Ethics & International Affairs ist eine Fachzeitschrift für Philosophie mit Peer-Review, die als Zeitschrift des Carnegie Council for Ethics in International Affairs vierteljährlich bei Cambridge University Press erscheint und Beiträge in Englisch veröffentlicht. Sie füllt vor allem die Lücke zwischen ethischer Theorie und Praxis und versteht sich als Forum für Beiträge, die entsprechend anwendungsorientiert sind.
2018 wurde Ethics & International Affairs auf Platz 18 von 54 in Ethik, 86 von 176 in Politikwissenschaften und 39 von 91 in Internationalen Beziehungen gerankt, ihr Impact Factor wurde auf 1,424 beziffert.